# Adriana Nazario
Adriana Mónica Nazario (Río Cuarto, 3 de enero de 1962) es una contadora, empresaria y dirigente política de Argentina. Fue diputada nacional por la Provincia de Córdoba entre 2015 y 2019. Fue pareja del exgobernador de Córdoba José Manuel de la Sota.

## Formación
Luego de sus estudios secundarios, Nazario se inscribió en la Universidad Nacional de Río Cuarto, de la que se recibió como Contadora Pública Nacional en 1986. Años más tarde, profundizó su formación con una maestría en Sistemas de Información para la Toma de Decisiones, en esa misma universidad. Mientras tanto, entre los años 1993 y 1999, se dedicó a la docencia en instituciones de nivel medio de Río Cuarto, en cursos vinculados a las Ciencias Económicas, en paralelo a sus emprendimientos agropecuarios y a su participación en la industria alimentaria.

## Secretaría de Desarrollo Económico, Producción y Empleo
En la elección provincial de Córdoba de julio de 1999, el peronismo local venció al radicalismo por primera vez desde el regreso de la democracia en 1983, liderando la recientemente creada coalición Unión por Córdoba. Meses más tarde, se repitió el mismo escenario en los comicios municipales de Río Cuarto, donde la coalición llevó al exrector de la universidad Alberto Cantero como candidato a intendente. Luego del triunfo, Cantero convocó a Nazario para integrar su gabinete como Secretaria de Desarrollo Económico, Producción y Empleo.
Durante la intendencia de Cantero, la premisa era la articulación estratégica de todos los sectores sociales, que se apoyaba en la consigna "Río Cuarto - Municipio Promotor de su Propio Desarrollo". La directriz era aplicada desde la Secretaría que conducía Nazario a través de dos ejes estratégicos: la mejora de la empleabilidad de los trabajadores y la promoción de la actividad económica local. Esto último llevó a la conformación de asociaciones entre el gobierno municipal y el sector privado para la prestación de servicios con la finalidad de fortalecer las empresas locales y regionales. Estas sociedades de economía mixta abarcaron sectores tan diversos como los servicios ambientales (protección medioambiental y recolección de residuos sólidos urbanos), de mantenimiento urbano (alumbrado, semaforización y construcción) y alimentarios (cadenas agroalimentarias y frigoríficos), entre otros. Estas políticas ayudaron a Nazario a dirigir la cartera durante la grave crisis económica de 2001, consiguiendo incluso revertir la pérdida de empresas.

## Ministerio de Producción y Trabajo
En julio de 2003, luego de conseguir su reelección como gobernador, De la Sota incorporó a Nazario a su gabinete a cargo del Ministerio de Producción y Trabajo, en reemplazo de su anterior titular, Juan Schiaretti, que había asumido la vicegobernación.
Durante la gestión de Nazario, el Ministerio de Producción y Trabajo integró lo que se denominó formalmente Gabinete Productivo, un espacio de cooperación e interacción entre aquellas dependencias del gobierno provincial que estuvieran ligadas al desarrollo económico y social, del que participaban también áreas vinculadas al turismo, el ambiente y la ciencia y técnica en búsqueda de sustentabilidad. Para generar desarrollo local y regional, una de las políticas que llevó adelante Nazario fue la creación de parques y zonas industriales en todo el territorio provincial. Al finalizar su gestión, había 37 de estos parques en construcción, 22 más de los 5 parques iniciales. Esos años, además, la integración lograda a través del Ministerio con industriales y productores agropecuarios para la generación de energía renovable, especialmente biocombustibles, como alternativa de diversificación de la matriz energética, convirtió a Córdoba en pionera en esta materia a nivel nacional.
Durante sus años en el ministerio, Nazario inició su larga relación con De la Sota, que fue oficializada en 2005.

## Plan de Desarrollo del Noroeste
Con el regreso de De la Sota a la gobernación en 2011, Nazario volvió a la actividad política como coordinadora del Plan de Desarrollo del Noroeste, uno de los nodos en torno al cual giraría ese mandato. El Plan consistía en el desarrollo de diez departamentos del Noroeste Provincial (San Javier, San Alberto, Pocho, Minas, Cruz del Eje, Ischilín, Totoral, Tulumba, Sobremonte y Río Seco) a través de la inversión de mil millones de pesos. La iniciativa contemplaba el trabajo en conjunto de numerosas reparticiones del gobierno provincial por lo que requería de una coordinación interministerial, la cual recayó en Nazario, quien además presidía la Fundación Banco de Córdoba.
La prioridad número uno era el agua potable, tanto para consumo humano como animal, por lo que se realizaron inversiones en prospección, perforación y distribución. A éstas, se sumaron las inversiones en tendido eléctrico y alternativamente para la generación de energía eólica o solar, y en construcción de caminos. Además, se construyeron nuevas escuelas en la región, y salas de primeros auxilios en distintos parajes. En el plano productivo, se crearon programas para otorgar autonomía alimentaria a las familias a través de granjas propias y para la autoconstrucción asistida de viviendas.
El trabajo que realizó el Plan de Desarrollo del Noroeste en materia de respeto a las identidades locales y a la autonomía de los parajes respecto a los grandes centros urbanos, acercó a Nazario a los pueblos indígenas de la región. Una de las repercusiones de este vínculo fue la creación del Registro de Comunidades de Pueblos Indígenas de la Provincia de Córdoba hacia el final del 2015, que llevó a la conformación del Consejo Provincial Indígena. Sus representantes acompañaron a Nazario durante el velatorio de De la Sota en el Centro Cívico de la capital provincial, y le rindieron un homenaje.

## Diputación Nacional
Para las elecciones nacionales de 2015, Unión por Córdoba formó la coalición Unidos por una Nueva Argentina junto al Frente Renovador. Como parte del acuerdo, se fijó que el único tramo de la boleta donde se disputasen cargos en las elecciones primarias fuera el de precandidatos a presidente y vicepresidente, mientras que los cargos legislativos irían unificados. Nazario figuraba en el segundo espacio de la lista para diputados nacionales, e ingresó como titular de una de las dos bancas que obtuvo esa lista en Córdoba. 
Durante su período en la Cámara de Diputados, Nazario continuó aportando desde el plano legislativo a la agenda de temas que venía cubriendo desde las diferentes posiciones que le tocó gestionar en el nivel del Poder Ejecutivo. Presentó proyectos vinculados al desarrollo de las economías regionales (principalmente las cordobesas, como la melífera, la apícola, la láctea y del maní); otros centrados en el respeto a la cultura de los pueblos indígenas y en la mejora de su calidad de vida, en relación con la provisión de agua, energía y vivienda; y también otros que impulsaban el bienestar y la protección de los animales y su mayor integración en el espacio social, como la tenencia en edificios, su vacunación y el control poblacional. Otro de los focos importantes de su producción legislativa fue el medioambiental: participó de la creación del Parque nacional Traslasierra y continuó su trabajo para conseguir la creación de un nuevo parque nacional en la región de Ansenuza.
A esa agenda previa, Nazario sumó además proyectos enfocados en los derechos del consumidor y de los presos, así como también buscó proyectar al plano nacional a través de leyes aquellos programas que en Córdoba habían resultado exitosos, como los programas de inserción laboral Primer Paso (PPP) y Volver al Trabajo, y aquellos de tarifa de transporte subsidiada para alumnos y maestros (Boleto Educativo Gratuito) y para trabajadores (Boleto Obrero Social).
En el recinto, Nazario obtuvo repercusión mediática en dos debates parlamentarios: en la defensa del proyecto de ley que prohibía las carreras de galgos en el territorio argentino, ocasión en la que contó la historia de dos galgos maltratados que ella misma había rescatado, y en la votación del Pacto Fiscal entre la Nación y las provincias, el cual contenía un apartado que establecía una nueva fórmula para el cálculo de las jubilaciones, que Nazario votó en contra, diferenciándose del resto de los diputados de Unión por Córdoba.

### Fallecimiento de De la Sota
El 15 de septiembre de 2018, en un accidente de tránsito en la Ruta Nacional 36 a la altura de Altos Fierro, falleció De la Sota, cuando viajaba solo desde Río Cuarto hacia la ciudad de Córdoba para cenar con su hija Natalia de la Sota por su cumpleaños. Esa noche, Nazario fue una de las primeras personas en hacerse presente en el lugar, dado que también se transportaba con destino a la capital provincial en su auto particular en compañía de sus hijas.
La desaparición inesperada del líder, que estaba preparando su candidatura presidencial, forzó una reorganización del peronismo cordobés, ya con el gobernador Schiaretti convertido en el gran elector de Unión por Córdoba. Con motivo de homenajear a De la Sota, y de debatir la proyección del espacio político, el delasotismo provincial organizó para el 1 de diciembre siguiente en la localidad de Sinsacate un evento que tuvo a Nazario como principal oradora.

## Hacemos por Córdoba
El 13 de marzo de 2019, en un acto realizado en la ciudad de Córdoba, se oficializó la coalición Hacemos por Córdoba, liderada por el gobernador de la provincia Juan Schiaretti. La nueva fuerza política se convertía así, a comienzos del año electoral, en la nueva estructura del peronismo local, reemplazando a la exitosa Unión por Córdoba que concretara en 1999 José Manuel de la Sota, por entonces candidato a gobernador. Del acto participaron varios dirigentes peronistas de peso de toda la provincia, incluida la diputada Nazario, además de referentes de las demás fuerzas integrantes de la alianza.

### Candidatura a legisladora provincial
El 23 de marzo se confirmó que Nazario sería la candidata a legisladora de la provincia de Córdoba en representación del Departamento Río Cuarto por la alianza Hacemos por Córdoba.

## La Fuerza del Imperio del Sur 2024
Adriana desde el año 2023 anunciaba que quería ir por la intendencia de la ciudad de Río Cuarto. El gobernador Martin Llaryora y el intendente Juan Manuel Llamosas propusieron que el que más mida en las encuestas debería ser el candidato, el candidato de Llamosa era su Secretario de Gobierno, Guillermo De Rivas.
Finalmente Nazario decidió ir por afuera del Partido Justicialista acompañada por una parte del peronismo ya que no hubo acuerdo con el candidato del intendente Llamosas que inscribieron a Hacemos Unidos por Río Cuarto y Nazario inscribió a "La Fuerza del Imperio del Sur" una alianza con seis partidos (MID-ex La Libertad Avanza-, Libres del Sur, PAIS, Partido Fe, Partido Solidario y Jóvenes solidarios -movimiento evangelista) para las elecciones del 23 de junio.
Finalmente en las elecciones a intendente de Río Cuarto, Nazario salió tercera con el 21,18% superada por Guillermo De Rivas (HUxRioIV) quien sacó 37,15% y el concejal radical (2020-2024), Gonzalo Parodi de la alianza Primero Río Cuarto 24,29%. Nazario logro meter 4 concejales al igual que Primero Río Cuarto, el Partido Libertario 1 concejal mientras que la fuerza que ganó metió 10.